# Kabaret
Kabaret (francosko cabaret) je majhno zabavno gledališče s sporedom, sestavljenim iz šansonov, skečev, satire in kratkih govorov, večidel politične, socialnokritične ali umetniške usmeritve. Prvotno je bil zasnovan kot avantgardna zabava za izbrano občinstvo, pozneje pa se je razvil v komercializirano obliko za široke množice.
Vsebinski zgled je leta 1881 v Parizu ustanovljen Le Chat noir (Črna mačka), v Nemčiji se je uveljavil z Überbrettlom in z Die elf Scharfrichter, oba ustanovljena leta 1901, pri katerem je sodeloval Frank Wedekind.
Iz slikarskih srečanj sta se razvila barcelonski Els Quatre Gats in Zielony Balonik v Krakovu, medtem ko so bili v Rusiji izvori bolj gledališke narave: Krivo zerkalo v Sankt Peterburgu se je ukvarjalo z monodramami, Prival Komediantov pod vodstvom V. E. Mejerholda pa z intimnim gledališčem.
Najbolj ekstremno umetniški je bil leta 1916 v Zürichu ustanovljen Cabaret Voltaire. Po prvi svetovni vojni je nemški kabaret postajal vedno bolj političen, leta 1935 ga je nacizem pregnal, po drugi svetovni vojni pa sta bila najuspešnejša berlinski Die Stachelschweine, ustanovljen leta 1949, in münchenski Münchner Lachund Schießgesselsschaft, ustanovljen leta 1956.
V angleško govorečem svetu so namesto kabareta prevladovali nočni klubi, vse do 60. let, ko se je v Chicagu pojavil Second city, v San Franciscu The Premise in v Bostonu The Proposition. Daleč najuspešnejši tovrstni klub v Angliji je bil londonski The Establishment, ustanovljen leta 1961.
V slovenskem gledališču je bil kabaret vselej po malem navzoč, vendar nikoli kot razvita, institucionalizirana oblika, vseskozi le kot trivialno in povečini občasno dopolnilo drugim gledališkim zvrstem, na primer Veselo gledališče v Ljubljani, Toti teater v Mariboru, v novejšem času občasni poskusi oživljanja v kavarni Cafe teater v Ljubljani.